# Knjaschewo
Knjaschewo (bulgarisch Княжево von Knjaz, zu dt. Fürst) ist ein Viertel der bulgarischen Hauptstadt Sofia. Der Stadtbezirk liegt am südwestlichen Stadtrand, an den Ausläufern des Witoscha-Gebirges. Knjaschewo liegt zwischen dem Boulevard Zar Boris III., dem Boulevard Nikola Petkow und dem Stadtbezirk Gorna Banja. Der Boulevard Zar Boris III verläuft, aus dem Stadtzentrum kommend, von Nordosten nach Südwesten und teilt Knjaschewo in zwei Hälften. Der westliche Teil des Stadtbezirks liegt in den Ausläufern des Ljulin-Gebirges. Durch den Bezirk fließt der Wladaja-Fluss.

## Geschichte
Der osmanische Schriftsteller Evliya Çelebi, der diese Gegend bereist hatte, erwähnt in seinem Reisebuch aus dem 17. Jahrhundert den Ort unter dem Namen Bali Efendi. Man nimmt an, dass der Ort zuerst Klisura hieß, jedoch während der osmanisch-türkischen Herrschaft den Namen des Derwisch-Mönchs Bali Efendi (* in Strumica; † 1551 in Konstantinopel) angenommen hatte. Hinter der heutigen Kirche Sweti Ilija (bulg. Свети Илия) befindet sich die Grabstätte (Türbe) des Bali Efendi, die im Auftrag der osmanischen Sultans Selim II. gebaut wurde.
Während der osmanisch-türkischen Herrschaft war der Ort in Machallas (Viertel) geteilt. In der zentralen Machalla, die den Namen des Ortes Bali Efendi trug, befanden sich unter anderem die Geschäfte und Lagerhäuser der Kaufleute, der Moschee-Komplex der Derwische (Tekke) mit seinem Hammam und die Karawanserei, die um der Grabstätte des Bali Efendi entstand. Die zweite Machalla trug den Namen Klisurska und die dritte Tscherkeska, da in ihr Tscherkessen angesiedelt wurden.

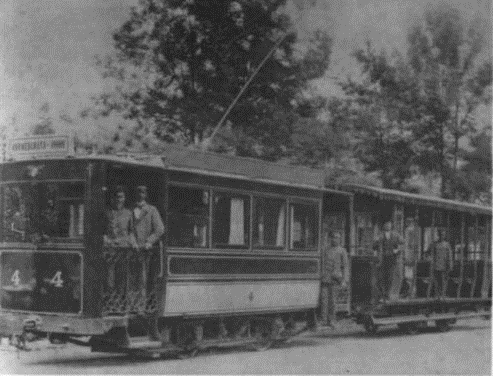
Zweiachsiger Straßenbahntriebwagen der Societe Anonyme des Tramways electriques de Sofia in Knjaschewo, 1901

Die Rolle des Moschee-Komplexes für die Entwicklung des Ortes ist bisher weder archäologisch, noch in bulgarischen Quellen erforscht worden. Es wird vermutet, dass der Moschee-Komplex während  der Herrschaft des osmanischen Sultans Mahmud II. von 1808 bis 1839 zerstört wurde, als er gegen die Janitscharen in Konstantinopel und die mit ihnen verbundenen Derwisch-Orden im ganzen Imperium vorging. Noch heute ist jedoch das erhalten gebliebene Grab von Bali Efendi eines der Heiligtümer der bulgarischen Aleviten.

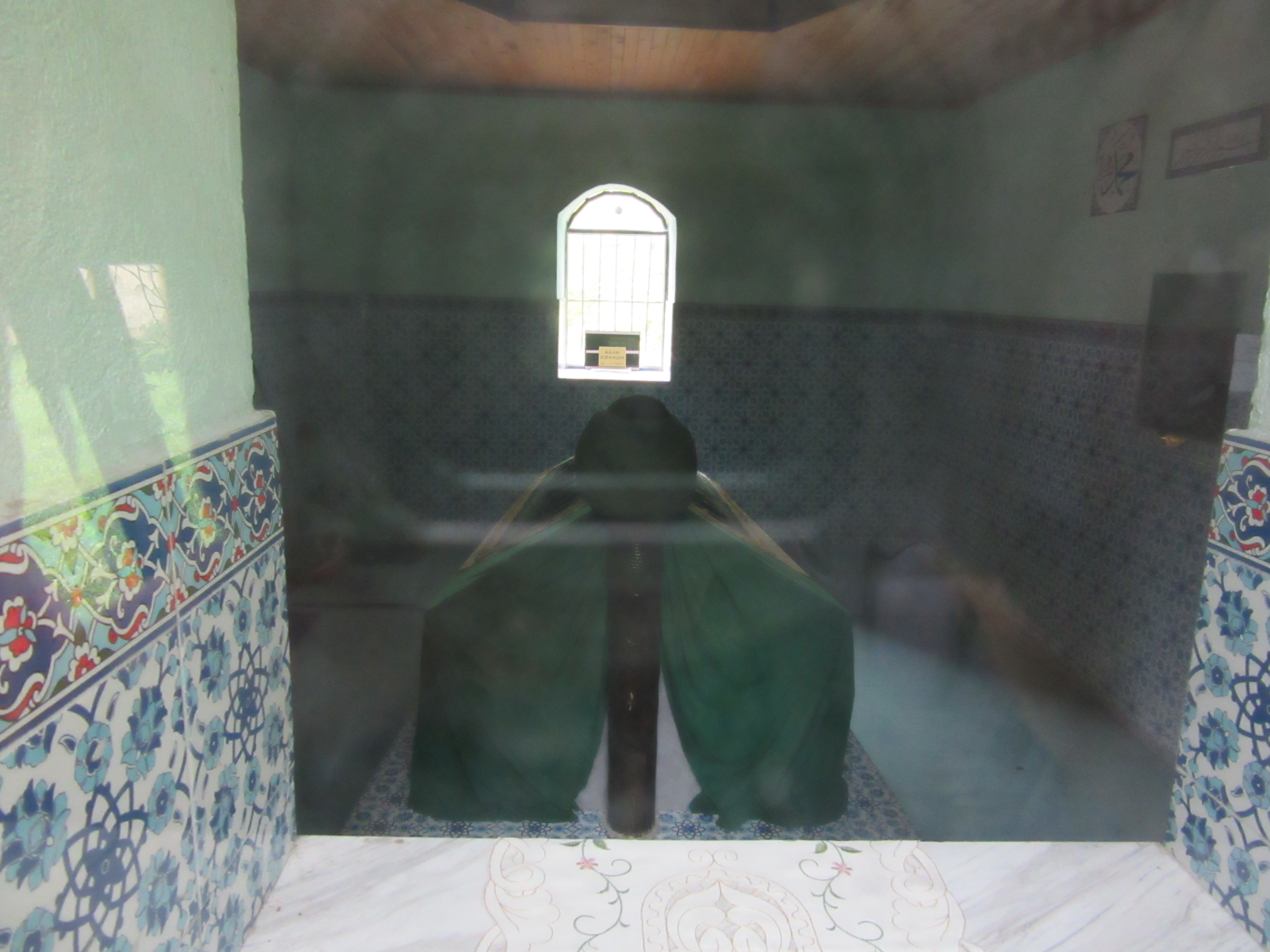
Grab von Bali Efendi in Knjaschewo

Nach der Befreiung Bulgariens 1878 und der Proklamierung Sofias zur Hauptstadt des neu gegründeten Fürstentums Bulgarien 1881, wurde der Ort Beli Efendi in Knjaschewo umbenannt, nach dem Titel Knjaz des deutschstämmigen Fürsten Alexander Battenberg. 1886 wurde eine Post in Knjaschewo errichtet. Die elektrische Straßenbahn wurde im Jahr 1901 eröffnet. 1917 war Knjaschewo der erste bulgarische Ort, der elektrifiziert wurde. Von 1914 bis 1938 war Knjaschewo eine eigenständige Gemeinde. 1948 wurde die Gemeinde aufgelöst und Knjaschewo wurde Teil des Volksrates des 6. Bezirks (bulg. VI районен народен съвет/rajonen naroden sawet). 1962 wurde in Knjaschewo von der österreichischen Firma Girak die erste Kabinenlift-Seilbahn in Bulgarien gebaut. Die Seilbahn „Kjaschewo - Kopitoto“ führte vom Ortsrand aus hoch nach Kopitoto im Witoscha-Gebirge, existiert heute jedoch nicht mehr, lediglich die Tragpfeiler der Seilbahn sind entlang der Trasse erhalten geblieben. An der oberen Seilbahnstation wurde im Jahr 1985 der Fernsehturm Kopitoto (bulg. телевизионна кула Копитото) eröffnet. 1965 kam es an dieser Seilbahn zu einer Unglücksfall mit mehreren Todesopfern, als das Tragseil riss und mehrere Kabinen in die Tiefe stürzten.

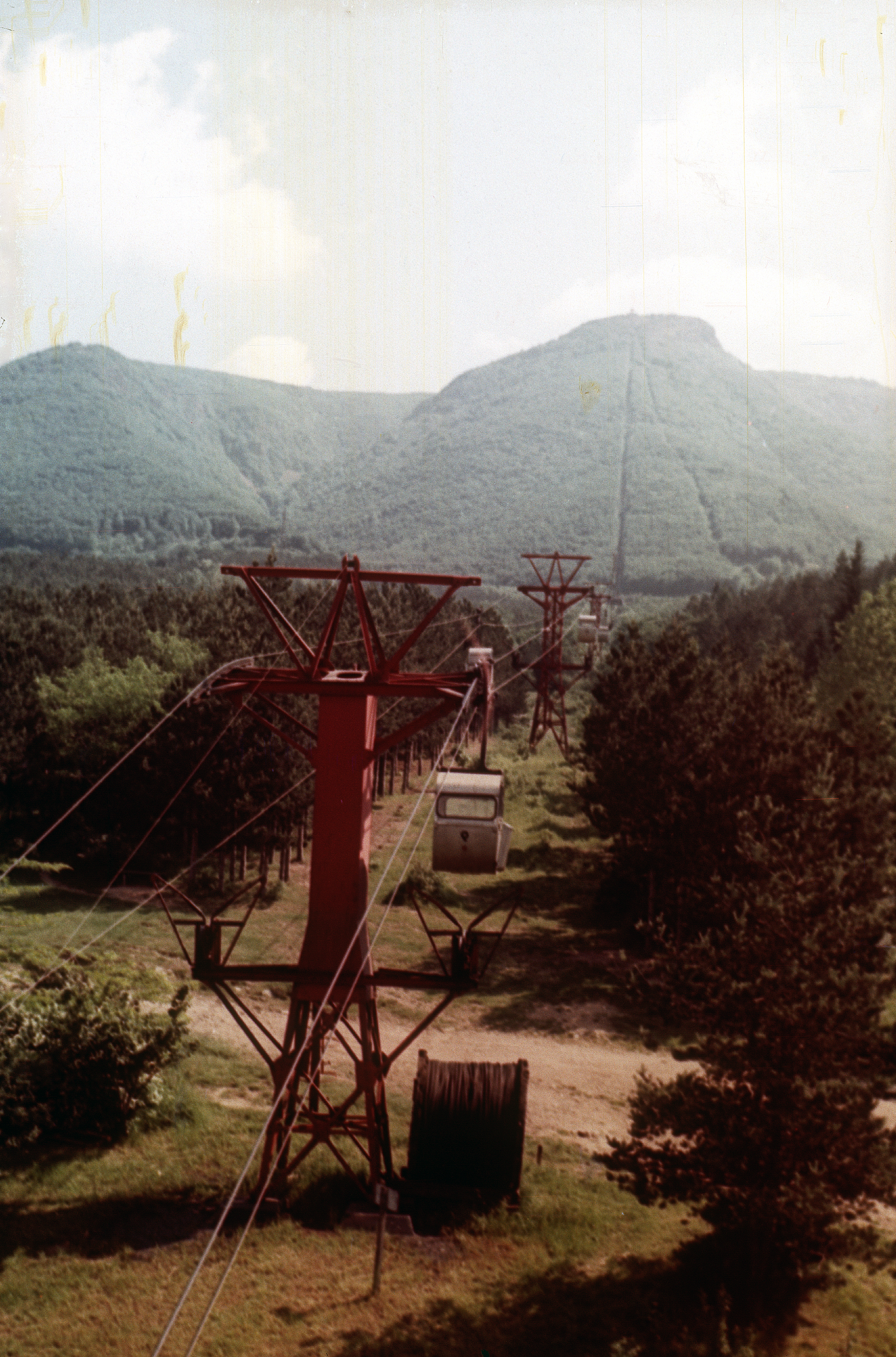
Die Seilbahn in Knjaschewo, 1970

1958 wurde Knjaschewo um die Bezirke Petko Napetow (bulg. Петко Напетов), Losischte-Korenjazi (bulg. Лозище-Кореняци), Gramada (bulg. Грамада), Borowa gora (bulg. Борова гора), Radin dol (bulg. Радин дол) und 10. Kilometar (bulg. 10-ти километър) erweitert. Im selben Jahr wurde Knjaschewo Stadtbezirk von Sofia.

## Stadtbild
Der Bezirk Knjaschewo ist vornehmlich mit Einfamilienhäusern und Villen bebaut. Seine Lage in der Nähe des Witoscha- und Ljulin-Gebirges, sowie die gute Verkehrsanbindung  (Buslinien Nr. 58, 59, 107, 111 und 260; Straßenbahnlinien Nr. 5 und 11) an das Sofioter Stadtzentrum, machen ihn zu einer der begehrtesten Wohngegenden Sofias.